# Liste der Einträge im National Register of Historic Places im Lake County (Illinois)

Lage des Lake County in Illinois

Die Liste der Einträge im National Register of Historic Places im Lake County in Illinois führt alle Bauwerke und historischen Stätten im Lake County auf, die in das National Register of Historic Places aufgenommen wurden.

## Legende
| NRHP | Historic Place                      |
| HD   | Historic District                   |
| NHLD | National Historic Landmark District |

## Aktuelle Einträge
| [ 2 ] | Name                                                               | Bild                                                               | Eintragsdatum        | Lage | Ort              | Beschreibung |
| ----- | ------------------------------------------------------------------ | ------------------------------------------------------------------ | -------------------- | --- | ---------------- | ------------ |
| 1     | Mary W. Adams House                                                | Mary W. Adams House                                                | 1982 ID-Nr. 82002552 | 1923 Lake Avenue 42° 11′ 15″ N, 87° 47′ 21″ W | Highland Park    |              |
| 2     | David Adler Estate                                                 | David Adler Estate                                                 | 1999 ID-Nr. 99001380 | 1700 North Milwaukee Avenue 42° 18′ 8″ N, 87° 57′ 24″ W | Libertyville     |              |
| 3     | Mrs. Isaac D. Adler House                                          | Mrs. Isaac D. Adler House                                          | 2002 ID-Nr. 02000901 | 1480 North Milwaukee Avenue 42° 18′ 3″ N, 87° 57′ 19″ W | Libertyville     |              |
| 4     | J. Ogden Armour House                                              | J. Ogden Armour House                                              | 1982 ID-Nr. 82002578 | 1500 West Kennedy Road 42° 14′ 53″ N, 87° 53′ 27″ W | Lake Forest      |              |
| 5     | Lester Armour House                                                | Lester Armour House                                                | 1984 ID-Nr. 84001131 | Sheridan Road 42° 17′ 34″ N, 87° 50′ 4″ W | Lake Bluff       |              |
| 6     | Philip D. Armour III House                                         | Philip D. Armour III House                                         | 1996 ID-Nr. 96001342 | 900 Armour Drive 42° 17′ 20″ N, 87° 51′ 11″ W | Lake Bluff       |              |
| 7     | Barrington Historic District                                       | Barrington Historic District                                       | 1986 ID-Nr. 86001047 | Abgegrenzt durch die Gleise der früheren Chicago and North Western Railway, South Spring Street, Grove Street, East Hillside Avenue, West Coolidge Avenue und Dundee Avenue 42° 9′ 2″ N, 88° 8′ 13″ W | Barrington       |              |
| 8     | Ross J. Beatty House                                               | Ross J. Beatty House                                               | 1982 ID-Nr. 82002553 | 344 Ravine Drive 42° 10′ 53″ N, 87° 47′ 23″ W | Highland Park    |              |
| 9     | Ross Beatty House                                                  | Ross Beatty House                                                  | 1982 ID-Nr. 82002554 | 1499 Sheridan Road 42° 10′ 44″ N, 87° 47′ 14″ W | Highland Park    |              |
| 10    | A. G. Becker Property                                              | A. G. Becker Property                                              | 1984 ID-Nr. 84000343 | 405 Sheridan Road 42° 9′ 41″ N, 87° 46′ 5″ W | Highland Park    |              |
| 11    | Edward H. Bennett House and Studio                                 | Edward H. Bennett House and Studio                                 | 1995 ID-Nr. 95000196 | 89 East Deerpath 42° 15′ 1″ N, 87° 50′ 41″ W | Lake Forest      |              |
| 12    | William McCormick Blair Estate                                     | William McCormick Blair Estate                                     | 2008 ID-Nr. 07001476 | 982 Sheridan Road 42° 17′ 18,3″ N, 87° 50′ 46,2″ W | Lake Bluff       |              |
| 13    | Joseph T. Bowen Country Club                                       | Joseph T. Bowen Country Club                                       | 1978 ID-Nr. 78003400 | 1917 North Sheridan Road 42° 23′ 18″ N, 87° 49′ 44″ W | Waukegan         |              |
| 14    | Braeside School                                                    | Braeside School                                                    | 1982 ID-Nr. 82002555 | 124 Pierce Road 42° 9′ 19″ N, 87° 46′ 19″ W | Highland Park    |              |
| 15    | Camp Logan National Guard Rifle Range Historic District            | Camp Logan National Guard Rifle Range Historic District            | 2000 ID-Nr. 00000640 | Illinois Beach State Park 42° 28′ 6″ N, 87° 48′ 31″ W | Zion             |              |
| 16    | Albert Campbell House                                              | Albert Campbell House                                              | 1982 ID-Nr. 82002556 | 434 Marshman Street 42° 10′ 8″ N, 87° 46′ 57″ W | Highland Park    |              |
| 17    | Catlow Theater                                                     | Catlow Theater                                                     | 1989 ID-Nr. 89001112 | 112-116 West Main Street 42° 9′ 16″ N, 88° 8′ 12″ W | Barrington       |              |
| 18    | Chicago, Milwaukee and St. Paul Railway Passenger Depot            | Chicago, Milwaukee and St. Paul Railway Passenger Depot            | 1998 ID-Nr. 98000066 | 860 Deerfield Road 42° 10′ 4″ N, 87° 51′ 0″ W | Deerfield        |              |
| 19    | Church of the St. Sava Serbian Orthodox Monastery                  | Church of the St. Sava Serbian Orthodox Monastery                  | 1979 ID-Nr. 79000850 | Nördlich von Libertyville an der North Milwaukee Avenue 42° 20′ 0″ N, 87° 57′ 3″ W | Libertyville     |              |
| 20    | Richard Churchill House                                            | Richard Churchill House                                            | 1982 ID-Nr. 82002557 | 1214 Green Bay Road 42° 10′ 28″ N, 87° 47′ 49″ W | Highland Park    |              |
| 21    | Cook Memorial Library                                              | Cook Memorial Library                                              | 2001 ID-Nr. 01000867 | 413 North Milwaukee Avenue 42° 17′ 14″ N, 87° 57′ 19″ W | Libertyville     |              |
| 22    | Deerpath Hill Estates Historic District                            | Deerpath Hill Estates Historic District                            | 2006 ID-Nr. 06000676 | Abgegrenzt durch Northcliffe Way, King Muir Road und Waukegan Road 42° 14′ 44″ N, 87° 52′ 13″ W | Lake Forest      |              |
| 23    | Deerpath Inn                                                       | Deerpath Inn                                                       | 1992 ID-Nr. 92000482 | 255 East Illinois Road 42° 14′ 59″ N, 87° 50′ 27″ W | Lake Forest      |              |
| 24    | Dewey House                                                        | Dewey House                                                        | 1985 ID-Nr. 85001008 | Veterans Administration Medical Center 42° 18′ 13″ N, 87° 51′ 34″ W | North Chicago    |              |
| 25    | Henry Dubin House                                                  | Henry Dubin House                                                  | 1982 ID-Nr. 82002558 | 441 Cedar Street 42° 10′ 19″ N, 87° 47′ 12″ W | Highland Park    |              |
| 26    | Mrs. C. Morse Ely House                                            | Mrs. C. Morse Ely House                                            | 2000 ID-Nr. 00001339 | 111 Moffett Road 42° 16′ 18″ N, 87° 49′ 57″ W | Lake Bluff       |              |
| 27    | Evert House                                                        | Evert House                                                        | 1982 ID-Nr. 82002559 | 2687 Logan Street 42° 12′ 6″ N, 87° 48′ 20″ W | Highland Park    |              |
| 28    | Harold Florsheim House                                             | Harold Florsheim House                                             | 1982 ID-Nr. 82002560 | 650 Sheridan Road 42° 9′ 51″ N, 87° 46′ 22″ W | Highland Park    |              |
| 29    | Fort Sheridan Historic District                                    | Fort Sheridan Historic District                                    | 1980 ID-Nr. 80001379 | Abseits der IL 22 42° 13′ 3″ N, 87° 48′ 42″ W | Fort Sheridan    |              |
| 30    | Mrs. Frank Geyso Houses                                            |                                                                    | 1982 ID-Nr. 82002561 | 450 und 456 Woodland Road 42° 9′ 41″ N, 87° 46′ 39″ W | Highland Park    |              |
| 31    | Granville-Mott House                                               | Granville-Mott House                                               | 1982 ID-Nr. 82002562 | 80 Laurel Avenue 42° 11′ 17″ N, 87° 47′ 16″ W | Highland Park    |              |
| 32    | Great Lakes Naval Training Station                                 | Great Lakes Naval Training Station                                 | 1986 ID-Nr. 86002890 | Abgegrenzt durch Cluverius Avenue, Michigansee, G Street und Sheridan Road 42° 18′ 46″ N, 87° 50′ 3″ W                                                                                                | Waukegan         |              |
| 33    | Green Bay Road Historic District                                   | Green Bay Road Historic District                                   | 1995 ID-Nr. 95001235 | Green Bay Road und Ahwahnee Road 42° 15′ 43″ N, 87° 50′ 52″ W | Lake Forest      |              |
| 34    | John Griffith Store Building                                       | John Griffith Store Building                                       | 2003 ID-Nr. 02001755 | 103-113 East Scranton Avenue 42° 16′ 53″ N, 87° 50′ 37″ W | Lake Bluff       |              |
| 35    | Grigsby Estate                                                     | Grigsby Estate                                                     | 1987 ID-Nr. 87000649 | 125 Buckley Road 42° 10′ 20″ N, 88° 10′ 43″ W | Barrington Hills |              |
| 36    | Hazel Avenue Prospect Avenue Historic District                     | Hazel Avenue Prospect Avenue Historic District                     | 1982 ID-Nr. 82002563 | St. Johns Avenue, Hazel Avenue, Dale Avenue, Forest Avenue und Prospect Avenue 42° 11′ 1″ N, 87° 47′ 38″ W                                                                                            | Highland Park    |              |
| 37    | Frank Hibbard Estate House-Deerpath Hill Estates                   | Frank Hibbard Estate House-Deerpath Hill Estates                   | 2006 ID-Nr. 06000379 | 301 North Chiltern Drive 42° 14′ 51″ N, 87° 51′ 52″ W | Lake Forest      |              |
| 38    | Highland Park Water Tower                                          | Highland Park Water Tower                                          | 1982 ID-Nr. 82002564 | Nördlich der Central Green Bay Road 42° 11′ 9″ N, 87° 48′ 15″ W | Highland Park    |              |
| 39    | Samuel Holmes House                                                | Samuel Holmes House                                                | 1982 ID-Nr. 82002565 | 2693 Sheridan Road 42° 12′ 9″ N, 87° 47′ 50″ W | Highland Park    |              |
| 40    | Holy Family Church                                                 | Holy Family Church                                                 | 2003 ID-Nr. 03000780 | 1840 Lincoln Street 42° 19′ 30″ N, 87° 50′ 34″ W | North Chicago    |              |
| 41    | Hotel Waukegan                                                     | Hotel Waukegan                                                     | 1994 ID-Nr. 94001269 | 102 Washington Street 42° 21′ 35″ N, 87° 49′ 47″ W | Waukegan         |              |
| 42    | House at 380 Chiltern Drive-Deerpath Hill Estates                  | House at 380 Chiltern Drive-Deerpath Hill Estates                  | 2006 ID-Nr. 06000378 | 380 Chiltern Drive 42° 14′ 56″ N, 87° 51′ 55″ W | Lake Forest      |              |
| 43    | House at 965 Castlegate Court-Deerpath Hill Estates                | House at 965 Castlegate Court-Deerpath Hill Estates                | 2006 ID-Nr. 06000382 | 965 Castlegate Court 42° 15′ 16″ N, 87° 52′ 14″ W | Lake Forest      |              |
| 44    | Humer Building                                                     | Humer Building                                                     | 1982 ID-Nr. 82002566 | 1894 Sheridan Road 42° 11′ 13″ N, 87° 47′ 53″ W | Highland Park    |              |
| 45    | Jean Butz James Museum of the Highland Park Historical Society     | Jean Butz James Museum of the Highland Park Historical Society     | 1982 ID-Nr. 82002567 | 326 Central Avenue 42° 11′ 14″ N, 87° 47′ 39″ W | Highland Park    |              |
| 46    | Jens Jensen Summer House and Studio                                | Jens Jensen Summer House and Studio                                | 1991 ID-Nr. 91000795 | 930-950 Dean Avenue 42° 10′ 12″ N, 87° 46′ 41″ W | Highland Park    |              |
| 47    | Jewel Tea Company, Inc.                                            | Jewel Tea Company, Inc.                                            | 2004 ID-Nr. 03001462 | 511 Lake Zurich Road 42° 9′ 40″ N, 88° 7′ 40″ W | Barrington       |              |
| 48    | Noble Judah Estate                                                 | Noble Judah Estate                                                 | 1990 ID-Nr. 90001197 | 111 und 211 West Westminster Street 42° 15′ 9″ N, 87° 51′ 0″ W | Lake Forest      |              |
| 49    | Karcher Hotel                                                      | Karcher Hotel                                                      | 2002 ID-Nr. 02000845 | 405 Washington Street 42° 21′ 41″ N, 87° 49′ 59″ W | Waukegan         |              |
| 50    | Lake Bluff Uptown Commercial Historic District                     | Lake Bluff Uptown Commercial Historic District                     | 2006 ID-Nr. 06001021 | 20, 31-113 East Scranton Avenue, 26-40 East Center Avenue und 550 Sheridan Road 42° 16′ 46″ N, 87° 50′ 40″ W                                                                                          | Lake Bluff       |              |
| 51    | Lake Forest Cemetery                                               | Lake Forest Cemetery                                               | 2001 ID-Nr. 01000597 | 1525 North Lake Road 42° 15′ 52″ N, 87° 49′ 54″ W | Lake Forest      |              |
| 52    | Lake Forest Historic District                                      | Lake Forest Historic District                                      | 1978 ID-Nr. 78001161 | Abgegrenzt durch Western Street, Westleigh Street, Michigansee und nördliche Stadtgrenze 42° 15′ 3″ N, 87° 49′ 40″ W                                                                                  | Lake Forest      |              |
| 53    | Robert P. Lamont House                                             | Robert P. Lamont House                                             | 1993 ID-Nr. 93001240 | 810 South Ridge Road 42° 13′ 25″ N, 87° 51′ 21″ W | Lake Forest      |              |
| 54    | Haerman Lanzl House                                                | Haerman Lanzl House                                                | 1982 ID-Nr. 82002568 | 1635 Linden Avenue 42° 10′ 56″ N, 87° 47′ 34″ W | Highland Park    |              |
| 55    | Libertyville High School Brainerd Building                         | Libertyville High School Brainerd Building                         | 2008 ID-Nr. 08000678 | 416 West Park Avenue 42° 17′ 2,3″ N, 87° 57′ 31″ W | Libertyville     |              |
| 56    | Clifford Milton Leonard Farm                                       | Clifford Milton Leonard Farm                                       | 2000 ID-Nr. 00000944 | 550, 561, 565, 570, 575, 579 Hathaway Circle 42° 14′ 59″ N, 87° 52′ 29″ W | Lake Forest      |              |
| 57    | Lloyd Lewis House                                                  | Lloyd Lewis House                                                  | 1982 ID-Nr. 82002579 | 153 Little Saint Mary’s Road 42° 15′ 37″ N, 87° 56′ 8″ W | Libertyville     |              |
| 58    | Lichtstern House                                                   | Lichtstern House                                                   | 1982 ID-Nr. 82002569 | 105 South Deere Park Drive 42° 9′ 17″ N, 87° 45′ 46″ W | Highland Park    |              |
| 59    | Linden Park Place-Belle Avenue Historic District                   | Linden Park Place-Belle Avenue Historic District                   | 1983 ID-Nr. 83003580 | Abgegrenzt durch Sheridan Road, Elm Place, Linden Avenue, Park Avenue und Central Avenue 42° 11′ 16″ N, 87° 47′ 38″ W                                                                                 | Highland Park    |              |
| 60    | Howard and Lucy Linn House                                         |                                                                    | 2005 ID-Nr. 05001257 | 555 Shoreacres Drive 42° 17′ 55″ N, 87° 50′ 4″ W | Lake Bluff       |              |
| 61    | Ernest Loeb House                                                  | Ernest Loeb House                                                  | 1983 ID-Nr. 83000321 | 1425 Waverly Road 42° 10′ 44″ N, 87° 46′ 57″ W | Highland Park    |              |
| 62    | Mr. Fred L. Mandel Jr. House                                       | Mr. Fred L. Mandel Jr. House                                       | 2009 ID-Nr. 09001122 | 2479 Woodbridge Lane 42° 11′ 52,6″ N, 87° 47′ 39,8″ W | Highland Park    |              |
| 63    | Maple Avenue Maple Lane Historic District                          | Maple Avenue Maple Lane Historic District                          | 1982 ID-Nr. 82002570 | Maple Avenue and Maple Lane zwischen St. Johns Avenue und Sheridan Road 42° 11′ 41″ N, 87° 47′ 58″ W                                                                                                  | Highland Park    |              |
| 64    | George Madison Millard House                                       | George Madison Millard House                                       | 1982 ID-Nr. 82002571 | 1689 Lake Avenue 42° 11′ 15″ N, 87° 47′ 8″ W | Highland Park    |              |
| 65    | Sylvester Millard House                                            | Sylvester Millard House                                            | 1982 ID-Nr. 82002572 | 1623 Sylvester Place 42° 10′ 56″ N, 87° 47′ 2″ W | Highland Park    |              |
| 66    | Millburn Historic District                                         | Millburn Historic District                                         | 1979 ID-Nr. 79000851 | US 45, Millburn Road und Grass Lake Road 42° 25′ 34″ N, 87° 59′ 57″ W | Millburn         |              |
| 67    | Mineola Hotel                                                      | Mineola Hotel                                                      | 1979 ID-Nr. 79003785 | 91 North Cora Street 42° 24′ 12″ N, 88° 10′ 33″ W | Fox Lake         |              |
| 68    | Robert Hosmer Morse House                                          | Robert Hosmer Morse House                                          | 2000 ID-Nr. 00000947 | 1301 Knollwood Circle 42° 16′ 26″ N, 87° 52′ 44″ W | Lake Forest      |              |
| 69    | Near North Historic District                                       | Near North Historic District                                       | 1978 ID-Nr. 78001162 | Abgegrenzt durch Ash Street, Eisenbahngleise und Glen Flora Avenue 42° 22′ 4″ N, 87° 49′ 47″ W | Waukegan         |              |
| 70    | North Shore Sanitary District Tower                                | North Shore Sanitary District Tower                                | 1983 ID-Nr. 83000322 | Cary Avenue 42° 10′ 4″ N, 87° 46′ 18″ W | Highland Park    |              |
| 71    | Obee House                                                         |                                                                    | 1982 ID-Nr. 82002573 | 1642 Green Bay Road 42° 11′ 8″ N, 87° 48′ 47″ W | Highland Park    |              |
| 72    | Henry I. Paddock House                                             | Henry I. Paddock House                                             | 2001 ID-Nr. 01000596 | 346 Sheridan Road 42° 29′ 16″ N, 87° 49′ 20″ W | Winthrop Harbor  |              |
| 73    | George Pick House                                                  | George Pick House                                                  | 1982 ID-Nr. 82002574 | 970 Sheridan Road 42° 10′ 10″ N, 87° 46′ 24″ W | Highland Park    |              |
| 74    | Proctor Building                                                   | Proctor Building                                                   | 1998 ID-Nr. 98000064 | 520-530 North Milwaukee Avenue 42° 17′ 15″ N, 87° 57′ 15″ W | Libertyville     |              |
| 75    | Public Service Building                                            | Public Service Building                                            | 1983 ID-Nr. 83003581 | 344-354 North Milwaukee Avenue 42° 17′ 12″ N, 87° 57′ 13″ W | Libertyville     |              |
| 76    | Ragdale                                                            | Ragdale                                                            | 1976 ID-Nr. 76000717 | 1230 North Green Bay Road 42° 15′ 45″ N, 87° 51′ 2″ W | Lake Forest      |              |
| 77    | Ravinia Park Historic District                                     | Ravinia Park Historic District                                     | 1982 ID-Nr. 82002575 | Abgegrenzt durch Lambert Tree Avenue, Sheridan Road, St. Johns Avenue, Rambler Lane und Ravinia Park Avenue 42° 9′ 35″ N, 87° 46′ 26″ W                                                               | Highland Park    |              |
| 78    | Mrs. Kersey Coates Reed House                                      | Mrs. Kersey Coates Reed House                                      | 2001 ID-Nr. 01000178 | 1315 North Lake Road 42° 15′ 47″ N, 87° 49′ 38″ W | Lake Forest      |              |
| 79    | Rosewood Park                                                      | Rosewood Park                                                      | 1982 ID-Nr. 82002576 | Roger Williams Avenue 42° 9′ 58″ N, 87° 46′ 22″ W | Highland Park    |              |
| 80    | Edward L. Ryerson Area Historic District                           | Edward L. Ryerson Area Historic District                           | 1996 ID-Nr. 96000086 | 21950 North Riverwoods Road 42° 10′ 39″ N, 87° 54′ 39″ W | Deerfield        |              |
| 81    | Shiloh House                                                       | Shiloh House                                                       | 1977 ID-Nr. 77000488 | 1300 Shiloh Boulevard 42° 27′ 2″ N, 87° 49′ 38″ W | Zion             |              |
| 82    | John Taylor Snite House                                            | John Taylor Snite House                                            | 2003 ID-Nr. 03000790 | 225 North Deere Park Avenue E 42° 9′ 29″ N, 87° 45′ 42″ W | Highland Park    |              |
| 83    | C. S. Soule House                                                  | C. S. Soule House                                                  | 1982 ID-Nr. 82002577 | 304 Laurel Avenue 42° 11′ 10″ N, 87° 47′ 33″ W | Highland Park    |              |
| 84    | Adlai E. Stevenson II Farm                                         | Adlai E. Stevenson II Farm                                         | 2003 ID-Nr. 03000918 | 25200 North Saint Mary’s Road 42° 13′ 43,8″ N, 87° 55′ 50″ W | Mettawa          |              |
| 85    | Louis F. Swift House                                               | Louis F. Swift House                                               | 2005 ID-Nr. 05001256 | 255 East Foster Place 42° 14′ 9″ N, 87° 50′ 28″ W | Lake Forest      |              |
| 86    | Vine-Oakwood-Green Bay Road Historic District                      | Vine-Oakwood-Green Bay Road Historic District                      | 1980 ID-Nr. 80001381 | Green Bay Road, East Vine Avenue und North Oakwood Avenue 42° 14′ 52″ N, 87° 50′ 29″ W | Lake Forest      |              |
| 87    | Water Tower, Building 49                                           | Water Tower, Building 49                                           | 1974 ID-Nr. 74000764 | Leonard Wood Avenue 42° 12′ 59″ N, 87° 48′ 42″ W | Fort Sheridan    |              |
| 88    | Waukegan Building                                                  | Waukegan Building                                                  | 2002 ID-Nr. 02001355 | 4 South Genesee Street 42° 21′ 41″ N, 87° 49′ 55″ W | Waukegan         |              |
| 89    | Ward Winfield Willits House                                        | Ward Winfield Willits House                                        | 1980 ID-Nr. 80001380 | 1445 Sheridan Road 42° 10′ 44″ N, 87° 47′ 12″ W | Highland Park    |              |
| 90    | West Park Neighborhood Historic District                           | West Park Neighborhood Historic District                           | 2012 ID-Nr. 07000900 | Abgegrenzt durch Green Bay Rdoad, Westminster Road, Oakwood Road und Atteridge Road 42° 15′ 18,6″ N, 87° 50′ 41,5″ W                                                                                  | Lake Forest      |              |
| 91    | Westover Road Non-Commissioned Officers’ Housing Historic District | Westover Road Non-Commissioned Officers’ Housing Historic District | 2009 ID-Nr. 08000399 | 339-355 Westover Road 42° 12′ 49,6″ N, 87° 48′ 59,6″ W | Highwood         |              |
| 92    | Zion Chapter House                                                 | Zion Chapter House                                                 | 1980 ID-Nr. 80001382 | 2715 Emmaus Avenue 42° 26′ 44″ N, 87° 49′ 41″ W | Zion             |              |